# Binnenpreis
Der Binnenpreis (auch Binnenmarktpreis oder interner Preis) ist in der Volkswirtschaftslehre der Marktpreis, zu dem Güter 
oder Dienstleistungen im Inland gehandelt werden. Es gibt auch den so genannten EU-Binnenmarktpreis, der für Güter/Dienstleistungen innerhalb der Europäischen Union gilt.

## Der Binnenpreis auf dem inländischen Markt

Abb. 1: Gesamtangebot und Gesamtnachfrage auf dem Binnenmarkt

Der Binnenpreis (Gleichgewichtspreis) auf dem inländischen Markt wird bestimmt durch den Schnittpunkt der Angebots- und Nachfragekurve. Bei diesem Preis stimmt die angebotene Menge der Produzenten mit der Nachfragemenge der Konsumenten überein (Gleichgewichtsmenge). In Abb. 1 liegt der Gleichgewichtspreis bei 450 Geldeinheiten pro Menge. Bei allen Preisen, die über dem Gleichgewichtspreis liegen, kommt es zu einem Angebotsüberschuss eines bestimmten Gutes. Bei einem Preis, der unter dem Gleichgewichtspreis liegt, wird ein Gut mehr nachgefragt als die Produzenten bereitstellen wollen, so dass ein Nachfrageüberschuss entsteht. Es kommt somit zu einer Preissenkung bei einem Überschussangebot bzw. zu einem Preisanstieg bei einer Überschussnachfrage.
Sind Angebot und Nachfrage ausgeglichen, bleibt der Binnenpreis unverändert, da er sein Gleichgewichtsniveau erreicht hat. In Autarkie ist dieser Preis der inländische Gleichgewichtspreis auf dem Binnenmarkt.

## Marktaggregate
Je nach Verbreitungsgrad eines Marktes lässt sich nach verschiedenen Aggregationsebenen unterscheiden:
| Marktform   | Marktpreis       | ökonomische Ebene |
| ----------- | ---------------- | ----------------- |
| Wochenmarkt | lokaler Preis    | Mikrodaten        |
| Binnenmarkt | Binnenmarktpreis | Mesodaten         |
| Weltmarkt   | Weltmarktpreis   | Makrodaten        |

Der kleinste Markt ist der Wochenmarkt, der größte – und nur gedachte, nicht lokalisierbare – ist der Weltmarkt. Diese Marktpreise stimmen meist für ein bestimmtes Produkt nicht überein, weil die Transportkosten und Versicherungsprämien etwa beim Export in das oder beim Import aus dem Ausland ansteigen und in den Preis einkalkuliert werden müssen.

## Zusammenhänge zwischen Binnenpreis und Weltmarktpreis

Abb. 2: Überschussangebot und Überschussnachfrage auf dem Weltmarkt

Stimmen Weltmarktpreis und Binnenmarktpreis (zufällig) überein, so handelt es sich um ein Marktgleichgewicht. Liegt der Weltmarktpreis über dem Gleichgewichtspreis auf dem Binnenmarkt, so wird die inländische Produktion ihr Güterangebot im Rahmen der Angebotskurve ausdehnen; umgekehrt wird die inländische Güterproduktion sinken oder eingestellt, weil der Weltmarktpreis niedriger ist als der Binnenmarktpreis.
Kommt es zu einer Abweichung vom Gleichgewichtspreis auf dem Binnenmarkt, so entstehen Diskrepanzen zwischen Güterangebot und Güternachfrage. Es kann zu einem Angebotsüberhang kommen, wenn das Angebot größer ist als die Nachfrage bzw. im umgekehrten Fall kann es zu einem Nachfrageüberhang kommen (Abb. 1). Diese Abweichung vom Gleichgewichtspreis kann es allerdings nur kurzzeitig geben. „Eine bleibende Abweichung wird erst dann möglich, wenn eine Verbindung zwischen dem inländischen Binnenmarkt und dem Weltmarkt besteht, wo ein Überschussangebot abgesetzt bzw. eine Überschussnachfrage gedeckt werden kann.“
Folgende Konstellationen sind zwischen Binnen- und Weltmarktpreis möglich:
- Der Weltmarktpreis stimmt mit dem Preis auf dem Binnenmarkt überein (Marktgleichgewicht) oder
- der Weltmarktpreis liegt über dem Binnenpreis oder
- der Weltmarktpreis liegt unter dem Binnenpreis.

Liegt der Weltmarktpreis unter dem Binnenpreis, führt das zu einer Überschussnachfrage der Konsumenten im Inland. Das bedeutet eine erhöhte Nachfrage im Inland nach importierten, vergleichsweise günstigeren Waren (Abb. 2).
Gäbe es nur den Binnenmarkt, würde sich ein sehr niedriger Preis bzw. ein sehr hoher Preis nicht lange halten, sondern sehr schnell sein inländisches Gleichgewicht im Schnittpunkt vom Gleichgewichtspreis und der Gleichgewichtsmenge wieder finden.

## Auswirkungen von Exportsubventionen auf den EU-Binnenpreis

Abb. 3: Exportsubventionierung von Rindfleisch

Exportsubventionen (staatliche Ausgleichszahlungen an inländische Produzenten) dienen der Förderung von Industriezweigen, welche als unverzichtbar definiert wurden wie zum Beispiel die Agrarproduktion. Deren Agrarprodukte sind auf dem Weltmarkt nicht absatzfähig bzw. deren Herstellungskosten überschreiten den Weltmarktpreis. „Die Europäische Union zum Beispiel garantiert ihren Landwirten für viele Produkte Mindestpreise in Europa und erstattet unter bestimmten Bedingungen bei Exporten die Differenz zum niedrigeren Weltmarktpreis.“ Dadurch erhalten sie gegenüber Anbietern aus anderen Ländern einen Wettbewerbsvorteil. Das führt dazu, dass die Entwicklungsländer ihre landwirtschaftlichen Produkte auf dem Weltmarkt nicht mehr absetzen können und subventionierte Güter importieren. Das Gut wird solange exportiert, bis der Binnenpreis den Auslandspreis um die Höhe der Subvention übersteigt. Im Inland führt die Subvention zur Erhöhung des Binnenpreises, da die exportierten Güter knapp werden.
Subventionierung von Rindfleisch
Die Herstellungskosten von Rindfleisch liegen angenommen bei 3,56 €/kg, der Verkaufspreis auf dem Binnenmarkt liege bei 2,62 €/kg und auf dem Weltmarkt bei 2,05 €. Dieses Nahrungsmittel wird also subventioniert, um den Landwirten im Inland garantierte Preise zu bieten und ein ausreichendes Einkommen zu ermöglichen. Durch die starke Subventionierung in den Industrieländern führt dies zur Überschussproduktion von Rindfleisch und deren Export zu Preisen, die unter dem Weltmarktpreis liegen (Abb. 3).
Der Rindfleischpreis wird von {\displaystyle P^{w}} auf {\displaystyle P^{s}} durch die Subvention angehoben, so dass die Produzenten begünstigt werden. Die Konsumenten dagegen müssen im Inland einen höheren Preis für Rindfleisch zahlen. Die Subvention erhöht die Staatsausgaben, die zu Wohlfahrtsverlusten im Inland führen.

## Problematik des EU-Durchschnittspreises gegenüber Drittländern
Gründe für Preisunterschiede zwischen EU und der Schweiz
Preisunterschiede bestehen nicht nur innerhalb des europäischen Binnenmarktes, sondern auch gegenüber Drittländern. Innerhalb des europäischen Binnenmarktes sind mittlerweile zwischenstaatliche Handelshemmnisse grundsätzlich abgeschafft, so dass es nur wenige Unterschiede zwischen den Einstandspreisen der einzelnen EU-Mitgliedstaaten gibt. Diese reduzieren sich auf Transportkosten und Rabatte.
Bezüglich des Handels von Industrieprodukten zwischen der EU und der Schweiz können Preisunterschiede entstehen durch Transport, Einfuhr, Verzollung sowie unterschiedliche Währungskurse. Da die Schweiz in der Mitte des europäischen Binnenmarktes liegt, sind Transportkosten kein großes Preisunterschiedskriterium. Bei der Einfuhr entstehen gewöhnlich Zölle und Steuern. Da mit dem Freihandelsabkommen von 1972 zwischen der Schweiz und der EWG die Zölle für Industrieprodukte abgeschafft wurden, bleiben nur noch die Steuern als Grenzüberschreitungskosten. Ein weiterer Grund für höhere Einstandspreise in der Schweiz können Anpassungskosten durch technische Normen sein. Da die technischen Normen sich nicht sehr von denen der EU unterscheiden, sind die hierfür anfallenden Mehrkosten nicht sehr hoch. Diese liegen bei dem Import von der Schweiz in die EU durchschnittlich bei 0,5 % bis 1 %. Der Einstandspreis ausländischer Produkte wird des Weiteren durch den Wechselkurs maßgeblich beeinflusst. In den letzten Jahren ist der Schweizer-Franken gegenüber dem Euro aufgewertet worden, was zu geringeren Einstandspreisen von Importgütern der Schweiz geführt haben soll. 
Höhere Preise können auch auf Kartell- und Monopolrenten (Höhere Gewinne durch Marktbeherrschung) zurückzuführen sein. So wie das nationale Wettbewerbsrecht der EU soll das schweizerische Kartellgesetz Wettbewerbsbeschränkungen und damit die Erwirtschaftung von Kartellrenten verhindern. Kartellrenten können durch Marktabschottung, horizontale Abstimmungen und Marktbeherrschung entstehen. 
Die Marktabschottung erfolgt durch Preisbindungen, indem Preisabsprachen zwischen Hersteller und Händler erfolgen. Zur Marktabschottung kann es auch kommen, wenn durch Absatzbeschränkungen nur bestimmte Gebiete beliefert werden bzw. es zum Exportverbot in die Schweiz kommt. Dadurch wird die Gefahr von konkurrierenden Wettbewerbern unterbunden. Der Hersteller versucht damit, die so genannten Arbitragegeschäfte zu verhindern. Durch diese Geschäfte versuchen Zwischenhändler, die offiziellen Vertriebswege zu umgehen und folglich die Hochpreisländer zu unterwandern, um Preisdifferenzierungen zu nutzen. Dies kann bei Überschreitung von Ländergrenzen zu Grauimporten und Parallelimporten führen. Preisbindungen und Exportverbote sind jedoch unzulässige Wettbewerbsbeschränkungen. 
Horizontale Abstimmungen sind Preisabsprachen in Form von Mindestpreisen zwischen Wettbewerbern. Dies führt zu Kartellrenten entweder auf der Herstellerseite oder auf der Händlerseite. Diese Preisabsprachen sind kartellrechtlich unzulässig, jedoch schwer nachweisbar. Die Schweiz als Kleinstaat lässt hierfür viel Raum, da der Absatzmarkt sehr klein gehalten ist. 
Marktbeherrschung drückt aus, dass ein Unternehmen unabhängig von anderen Wettbewerbern Preise erhöhen kann, ohne Marktanteile zu verlieren. Diese Marktbeherrschung gibt es auf Einzelhandelsebene und/oder auf Großhandelsebene. Bei der Einzelhandelsebene wird ein niedrigerer Einstandspreis bzw. ein höherer Verkaufspreis umgesetzt. Diese erwirtschaftete Monopolrente hat entweder der Lieferant bei Nachfragemarktmacht oder der Konsument bei Angebotsmarktmacht zu tragen. Bei der Großhandelsebene wirkt sich die Angebotsmarktmacht stets auf die Einstandspreise aus. Großhändler erlangen Angebotsmarktmacht, wenn sie für bestimmte Markenprodukte ein Allein- oder Exklusivvertriebsrecht in die Schweiz erhalten. Auf diese Weise können Monopolrenten erwirtschaftet werden.